# Melissa Baas
Melissa Baas (15 oktober 1991) is een Nederlands model dat de tweede serie van Benelux' Next Top Model heeft gewonnen in het najaar van 2010.

## Biografie
Baas deed in het najaar van 2010 mee aan het RTL 5-programma Benelux' Next Top Model. Hierbij haalde zij de finale en won uiteindelijk van haar rivale Renée Trompert. Baas won in het programma een contract bij het modellenbureau Elite Model Management en een printcampagne van Max Factor.

### Na BNTM
Melissa heeft daarna shows gelopen voor onder anderen: Addy van den Krommenacker op de Amsterdam International Fashion Week van 2011. Zij staat op de cover van de vijf 538 Dance Smash 2012-cd's en zij is ook te zien in de 538 Dance Smash-commercial.

## Carrière

### Modellenbureaus
- Angels & Demons Model Management - Parijs (2012)
- Elite Model Management - Amsterdam

### Advertenties
- Max Factor Cosmetics